# Bras des Angers
Pour les articles homonymes, voir Angers (homonymie).
Le bras des Angers est un affluent de la rivière Pikauba, coulant dans le territoire non organisé de Lac-Ministuk, dans la municipalité régionale de comté (MRC) du Fjord-du-Saguenay, dans la région administrative du Saguenay–Lac-Saint-Jean, dans la province de Québec, au Canada. Le cours du Bras des Angers traverse la partie nord-ouest de la réserve faunique des Laurentides.
La petite vallée du bras des Angers est située près la route 169. Cette vallée est desservie par quelques routes forestières secondaires, surtout pour les besoins la foresterie et des activités récréotouristiques.
La foresterie constitue la principale activité économique de cette vallée ; les activités récréotouristiques, en second.
La surface du Bras des Angers est habituellement gelée du début de décembre à la fin mars, toutefois la circulation sécuritaire sur la glace se fait généralement de la mi-décembre à la mi-mars.

## Géographie
Les principaux bassins versants voisins du Bras des Angers sont :
- côté nord : rivière Pikauba, Petite rivière Pikauba, ruisseau Dominus, ruisseau à la Sauce, rivière aux Écorces ;
- côté est : rivière Pikauba, Le Grand Ruisseau, ruisseau Damasse, Petite rivière Pikauba, rivière Cyriac ;
- côté sud : rivière Pikauba, rivière Pika rivière Morin, ruisseau Gobeil ;
- côté ouest : ruisseau à Thom, ruisseau à Paul, lac de la Belle Rivière, rivière Morin.

Le bras des Angers prend sa source à la confluence de deux ruisseaux forestiers (altitude : 430 m) en zone forestière dans la réserve faunique des Laurentides. Cette source est située à :
- 3,8 km au nord-est de la route 169 ;
- 7,3 km au sud-est de la confluence de la rivière Morin et de la rivière aux Écorces ;
- 5,1 km au nord-ouest de la confluence du Bras des Angers et de la rivière Pikauba ;
- 20,5 km au sud de la confluence de la rivière Pikauba et du lac Kénogami ;
- 40,3 km au sud-est du lac Saint-Jean[3].

À partir de sa source, le bras des Angers coule sur 5,9 km avec une dénivellation de 20 m entièrement en zone forestière, selon les segments suivants :
- 1,3 km vers le sud-est, jusqu’à un ruisseau (venant du sud-ouest) ;
- 2,5 km vers le sud-est en traversant une zone de marais, jusqu’à un ruisseau (venant du sud-ouest) ;
- 2,1 km vers le sud-est en traversant une zone de marais, puis en formant une courbe vers le sud, jusqu’à son embouchure[3].

Le bras des Angers se déverse au fond d’une petite baie sur la rive ouest de la rivière Pikauba. Cette confluence est située à :
- 0,3 km au nord de la confluence de la rivière Pika et de la rivière Pikauba ;
- 6,0 km au sud de la confluence de la rivière Pikauba et de la Petite rivière Pikauba ;
- 10,5 km à l’est du cours de la Petite rivière Pikauba ;
- 23,0 km au sud-est de la confluence de la rivière Pikauba et du lac Kénogami ;
- 45,6 km au sud-ouest de la confluence de la rivière Chicoutimi et de la rivière Saguenay dans le secteur Chicoutimi de la ville de Saguenay[3].

À partir de l’embouchure du bras des Angers, le courant suit successivement le cours de la rivière Pikauba sur 34,7 km généralement vers le nord, traverse le lac Kénogami sur 17,6 km vers le nord-est jusqu’au barrage de Portage-des-Roches, puis suit le cours de la rivière Chicoutimi sur 26,2 km vers l’est, puis le nord-est et le cours de la rivière Saguenay sur 114,6 km vers l’est jusqu’à Tadoussac où il conflue avec l’estuaire du Saint-Laurent.

## Toponymie
Le toponyme « bras des Angers » a été officialisé le 5 décembre 1968 à la Banque des noms de lieux de la Commission de toponymie du Québec.